# Streitkräfte Boliviens
Die Streitkräfte Boliviens (Fuerzas Armadas de Bolivia, kurz FF.AA.) sind unterteilt in das Heer (Ejército Boliviano), die Marine (Fuerza Naval Boliviana) und die Luftstreitkräfte (Fuerza Aérea Boliviana). Ebenfalls militärisch organisiert ist die Nationalpolizei (Policía Nacional de Bolivia).

## Organisation

### Wehrpflicht
Es gibt eine grundsätzliche Wehrpflicht; falls es jedoch genug Freiwillige gibt, wird auf Einberufungen verzichtet. Die Wehrpflichtigen müssen mindestens 18 Jahre alt sein; bei freiwilliger Arbeit erlaubt das Gesetz, die Altersgrenze bis auf 16 abzusenken.
Der Wehrdienst dauert 12 Monate. Die Gesamtstärke der Streitkräfte schwankt zwischen 31.500 und 35.000 Mann, davon sind etwa 20.000 Wehrdienstleistende.

### Militärausgaben
Die Militärausgaben betrugen 2023 626,76 Mio. US-$, was 1,4 % des Bruttoinlandsprodukts entspricht.

## Ausrüstung

### Heer
Das bolivianische Heer (Ejército Boliviano, kurz FF.EE.) ist mit rund 22.800 Mann die bei weitem stärkste Teilstreitkraft. Sie wird von General Juan José Zúñiga kommandiert. Die Beziehung zu Chile ist immer noch angespannt. Die Armee Chiles hat ein vielfach höheres Budget und ist mit hunderten Kampfpanzern auch deutlich besser ausgerüstet. Seit dem Salpeterkrieg hat sich das Heer dann auch mehr und mehr auf die „Innere Sicherheit“ konzentriert. Das Heer verfügt über folgende Ausrüstung:

Kürassier-Jagdpanzer

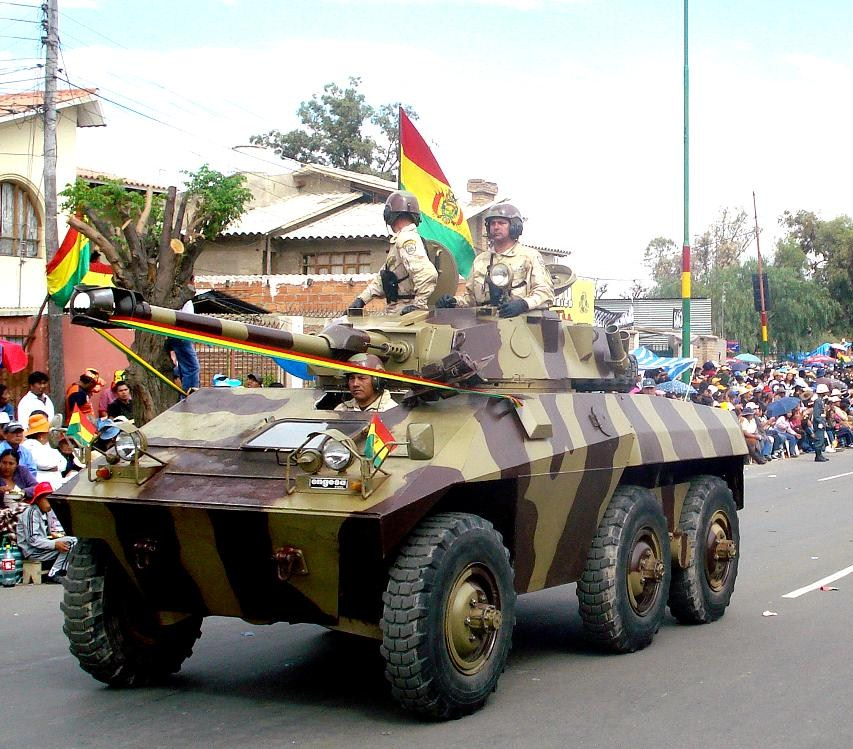
EE-9 Cascavel bei einer Parade in Cochabamba

| Typ                          | Herkunft            | Funktion                | Version          | Anzahl    | Anmerkungen                                   |
| Fahrzeuge                    | Fahrzeuge           | Fahrzeuge               | Fahrzeuge        | Fahrzeuge | Fahrzeuge                                     |
| ---------------------------- | ------------------- | ----------------------- | ---------------- | --------- | --------------------------------------------- |
| Kürassier                    | Österreich          | Jagdpanzer              | SK-105A1SK-105A2 | 3618      |                                               |
| EE-9 Cascavel                | Brasilien           | Spähpanzer              |                  | 24        |                                               |
| M113                         | Vereinigte Staaten  | Mannschaftstransporter  |                  | 50+       |                                               |
| M3                           | Vereinigte Staaten  | Mannschaftstransporter  | M9               | 37        |                                               |
| EE-11 Urutu                  | Brasilien           | Mannschaftstransporter  |                  | 24        |                                               |
| Mowag Roland                 | Schweiz             | Mannschaftstransporter  |                  | 22        |                                               |
| M706                         | Vereinigte Staaten  | Mannschaftstransporter  | V-100            | 15        |                                               |
| ZFB-05                       | Volksrepublik China | Mannschaftstransporter  |                  |           |                                               |
| Shaanxi Baoji Tiger          | Volksrepublik China | Geschütztes Fahrzeug    |                  | 19        |                                               |
| Greif                        | Österreich          | Bergepanzer             |                  | 4         |                                               |
| M578                         | Vereinigte Staaten  | Bergepanzer             |                  |           |                                               |
| Kojak                        | Bolivien            | Panzerabwehrfahrzeug    |                  | 2         | Ausgestattet mit HJ-8 Panzerabwehrlenkwaffen. |
| Panzer- und Flugabwehrwaffen |                     |                         |                  |           |                                               |
| HJ-8                         | Volksrepublik China | Panzerabwehrlenkwaffe   |                  |           |                                               |
| M67                          | Vereinigte Staaten  | Rückstoßfreies Geschütz |                  |           |                                               |
| M40                          | Vereinigte Staaten  | Rückstoßfreies Geschütz | A1               |           |                                               |
| Typ-65                       | Volksrepublik China | Flugabwehrgeschütz      |                  | 18        |                                               |
| Artillerie                   |                     |                         |                  |           |                                               |
| M101                         | Vereinigte Staaten  | 105-mm-Haubitze         | A1               | 25        |                                               |
| M30                          | Sowjetunion         | 122-mm-Haubitze         |                  | 36        |                                               |
| M29                          | Vereinigte Staaten  | 81-mm-Mörser            |                  | 250       |                                               |
| Typ-87                       | Volksrepublik China | 81-mm-Mörser            |                  |           |                                               |
| M30                          | Vereinigte Staaten  | 107-mm-Mörser           |                  |           |                                               |
| M120                         | Israel              | 120-mm-Mörser           |                  |           |                                               |
| Luftfahrzeuge                |                     |                         |                  |           |                                               |
| Fokker F-27                  | Niederlande         | Transportflugzeug       |                  | 1         |                                               |
| Beechcraft King Air          | Vereinigte Staaten  | Transportflugzeug       | King Air 90      | 1         |                                               |
| Harbin Z-9                   | Volksrepublik China | Mehrzweckhubschrauber   |                  | 6         |                                               |

### Marine

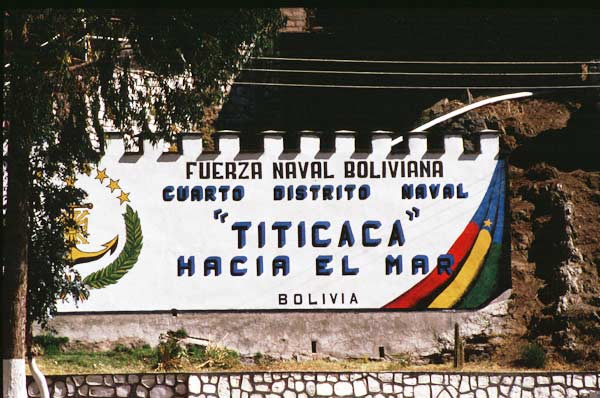
„Zum Meer!“

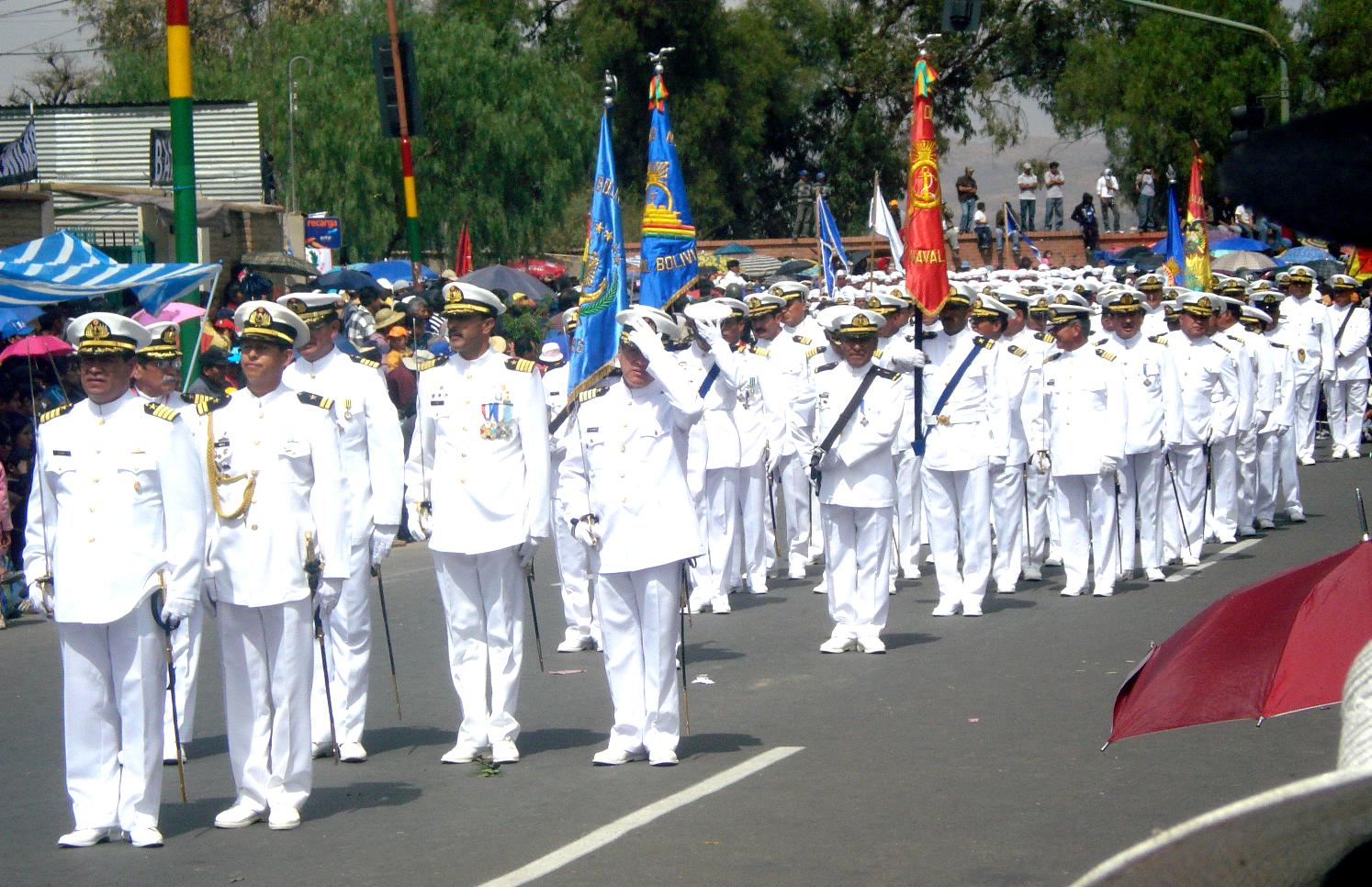
Offiziere der Marine

Obwohl Bolivien seit dem Verlust seines Pazifikzugangs im Salpeterkrieg (1879 bis 1884) ein Binnenstaat ist, unterhält das Land weiterhin eine 4.800 Mann (mit Marineinfanterie) starke Marine (Fuerza Naval Boliviana, auch „Armada“ genannt, abgekürzt FNB), deren Aufgabe sich allerdings auf die Sicherung von Binnen-Grenzgewässern (Titicacasee sowie größere Flüsse im Amazonasbecken) beschränkt. Die formelle Aufrechterhaltung einer militärisch an sich unnötigen eigenständigen „Marine“ ist politischer Ausdruck für das Streben und die Hoffnung auf die Wiedergewinnung eines Zugangs zum Pazifik, angestrebt wird ein Korridor zwischen Chile und Peru. Die Kommandostruktur umfasst sechs Marinebezirke, jeder mit einer Flottille ausgestattet. Ein Bezirk umfasst den Titicaca-See, die übrigen liegen an den großen Flüssen.
Die Marine besteht aus etwa 60 Patrouillenbooten und Patrouillenbarkassen sowie aus einem der Marine gehörenden Patrouillenflugzeug vom Typ Cessna U206.
Das größte Schiff war der Hochsee-Frachter Libertador Bolívar (Befreier Bolívar), der von der Marine bemannt wird, um zu gewährleisten, dass die Marine über seemännisch ausgebildetes Personal verfügt, falls das Land über einen Korridor wieder Zugang zum Meer erhalten sollte und die Marine wieder von einem bolivianischen Hafen an der Pazifikküste operieren kann. Das 1978 in Dienst gestellte Schiff wurde als normales Handelsfrachtschiff eingesetzt, dessen Einnahmen dem Marineministerium zuflossen, und wurde 1990 aus dem Schiffsregister gestrichen. Es war ein Geschenk Venezuelas und hatte seinen Heimathafen in Argentinien.
Die Marineinfanterie besteht aus etwa 1.700 Mann in sieben Bataillonen, wovon in jedem der sechs Marinedistrikte eines steht. Im Distrikt des Titicacasees steht zusätzlich das VI. mechanisierte Bataillon „Independencia“. Dieses war in den 1980er Jahren in Stärke von 600 Mann aufgestellt und nach dem peruanischen Nationalhelden und Admiral im Salpeterkrieg Miguel Grau Seminario benannt worden.

### Luftstreitkräfte

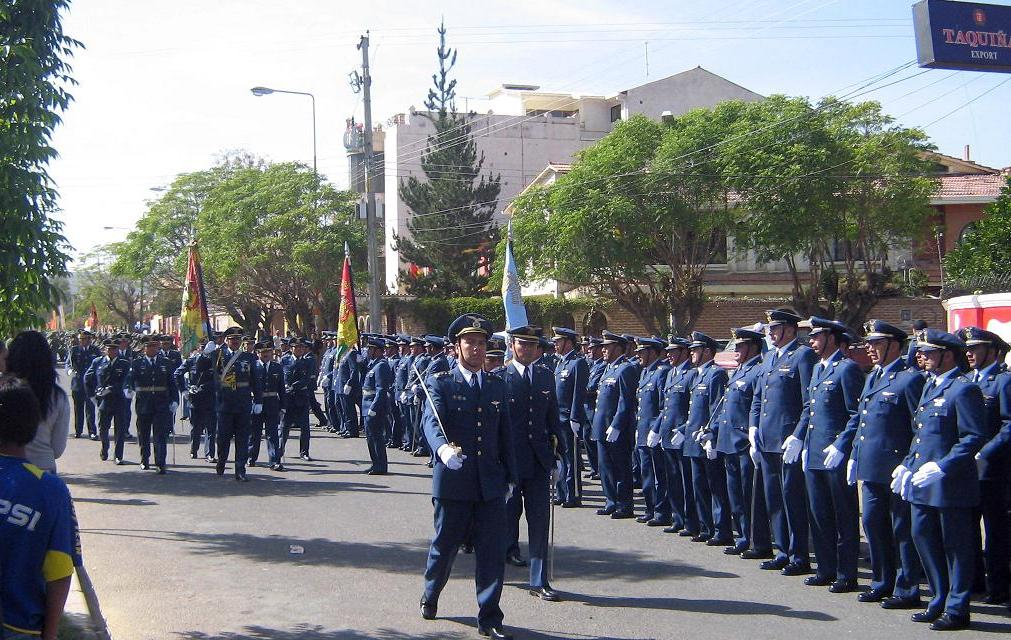
Offiziere der Luftwaffe

Die bolivianische Luftwaffe (Fuerza Aérea Boliviana, kurz FAB) umfasst rund 6.500 Mann. Die Ausstattung ist größtenteils veraltet; sie verfügt über folgende Flugzeugtypen (Stand Ende 2022):
| Flugzeug                       | Foto                           | Herkunft                       | Verwendung                     | Version                                         | Aktiv                          | Bestellt                       | Anmerkungen                    |
| Flugzeuge für Spezialmissionen | Flugzeuge für Spezialmissionen | Flugzeuge für Spezialmissionen | Flugzeuge für Spezialmissionen | Flugzeuge für Spezialmissionen                  | Flugzeuge für Spezialmissionen | Flugzeuge für Spezialmissionen | Flugzeuge für Spezialmissionen |
| ------------------------------ | ------------------------------ | ------------------------------ | ------------------------------ | ----------------------------------------------- | ------------------------------ | ------------------------------ | ------------------------------ |
| Learjet 35                     |                                | Vereinigte Staaten             | Aufklärungsflugzeug            |                                                 | 2                              |                                |                                |
| Transportflugzeuge             |                                |                                |                                |                                                 |                                |                                |                                |
| C-130 Hercules                 |                                | Vereinigte Staaten             | Transportflugzeug              | C-130B                                          | 3                              |                                |                                |
| Cessna 402                     |                                | Vereinigte Staaten             | Transportflugzeug              |                                                 | 1                              |                                |                                |
| Handley Page Jetstream         |                                | Vereinigtes Königreich         | Transportflugzeug              | Jetstream 31                                    | 2                              |                                |                                |
| King Air                       |                                | Vereinigte Staaten             | Transportflugzeug              | King Air 90King Air 200King Air 250King Air 350 | 5                              |                                |                                |
| Geschäftsreiseflugzeuge        |                                |                                |                                |                                                 |                                |                                |                                |
| Boeing 727                     |                                | Vereinigte Staaten             | Geschäftsreiseflugzeug         |                                                 | 1                              |                                |                                |
| Boeing 737                     |                                | Vereinigte Staaten             | Geschäftsreiseflugzeuge        | B-737-200                                       | 3                              |                                |                                |
| Dassault Falcon 50             |                                | Frankreich                     | Geschäftsreiseflugzeuge        | Falcon 50EX                                     | 1                              |                                |                                |
| Dassault Falcon 900            |                                | Frankreich                     | Geschäftsreiseflugzeuge        | Falcon 900EX                                    | 1                              |                                |                                |
| BAe 146                        |                                | Vereinigtes Königreich         | Geschäftsreiseflugzeuge        | RJ70                                            | 2                              |                                |                                |
| Schulflugzeuge                 |                                |                                |                                |                                                 |                                |                                |                                |
| K-8 Karakorum                  |                                | Volksrepublik China/ Pakistan  | Schulflugzeug                  |                                                 | 5                              |                                |                                |
| PC-7                           |                                | Schweiz                        | Schulflugzeug                  |                                                 | 2                              |                                |                                |
| Z-242                          |                                | Tschechien                     | Schulflugzeug                  |                                                 | 8                              |                                |                                |
| Hubschrauber                   |                                |                                |                                |                                                 |                                |                                |                                |
| H125 Écureuil                  |                                | Frankreich                     | Mehrzweckhubschrauber          | H125M                                           | 2                              |                                |                                |
| H145                           |                                | Frankreich                     | Mehrzweckhubschrauber          |                                                 | 2                              |                                |                                |
| H215                           |                                | Frankreich                     | Mehrzweckhubschrauber          | H215M                                           | 6                              |                                |                                |
| SA.319 Alouette III            |                                | Frankreich                     | Mehrzweckhubschrauber          | SE.3160                                         | 1                              |                                |                                |
| UH-1 Iroquois                  |                                | Vereinigte Staaten             | Mehrzweckhubschrauber          | UH-1H                                           | 11                             |                                |                                |
| Schulungshubschrauber          |                                |                                |                                |                                                 |                                |                                |                                |
| Robinson R44                   |                                | Vereinigte Staaten             | Schulungshubschrauber          |                                                 | 5                              |                                |                                |

## Sonstiges
Die Streitkräfte Boliviens haben durch knapp 200 Putsche seit Staatsgründung eine große Rolle in der Geschichte Boliviens gespielt.
Im März 2009 kündigte der bolivianische Verteidigungsminister an, die militärischen Trainings- und Tötungsübungen an zahlreichen Hunden durch eine Resolution zu verbieten. Dies ist historisch bedeutend, da es die erste gesetzliche Verfügung zum Tierschutz in Bolivien überhaupt bedeutete und im selben Jahr zu weiteren Tierschutzgesetzen führte.